# Armungia
Armungia (sardisch: Armùnja) ist eine italienische Gemeinde (comune) in der Metropolitanstadt Cagliari auf Sardinien. Die Gemeinde selbst hatte 399 Einwohner (Stand 31. Dezember 2023) und liegt etwa 41 Kilometer nordöstlich von Cagliari am Parco Geominerario Storico ed Ambientale della Sardegna und am Flumendosa. Im Ort steht die Nuraghe Armungia.

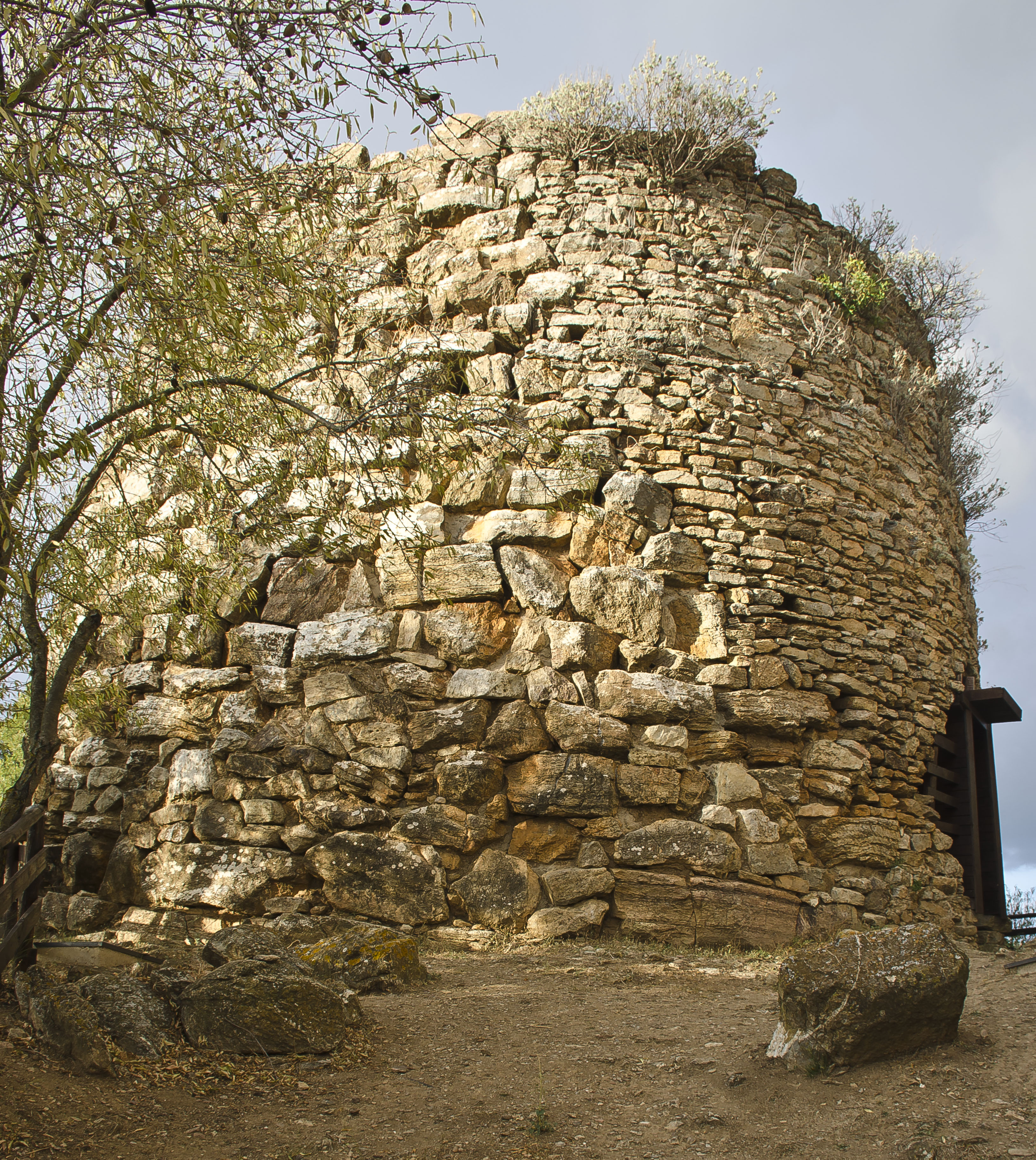
Nuraghe Armungia

## Nachbargemeinden
Armungias Nachbargemeinden sind in alphabetischer Reihenfolge Ballao, San Nicolò Gerrei, Villaputzu und Villasalto. Sie liegen alle in der Metropolitanstadt Cagliari.

## Verkehr
Durch die Gemeinde führt die Strada Statale 387 del Gerrei von Cagliari nach Muravera.

## Söhne und Töchter des Ortes
- Emilio Lussu (1890–1975), Schriftsteller und Politiker